# Buduran (Bagor)
Buduran is een bestuurslaag in het regentschap Nganjuk van de provincie Oost-Java, Indonesië. Buduran telt 1285 inwoners (volkstelling 2010).